# Харадра (Драма)
Харадра (грч. Χαράδρα) је насељено место у општини Драма у периферији Источна Македонија и Тракија, Грчка. Према попису из 2021. године било је без становника.
Према бугарском географу и историчару, Василу Канчову, у Харадри је 1900. године живело 192 Турака. Године 1923. турско становништво је принудно исељено у Турску а на њихово место је насељено 18 грчких избегличких породица, којих је на попису из 1928. године било 83. Село се раније звало Раженик.